# El Revolt Gran
El Revolt Gran és un revolt molt tancat del Camí de Castellterçol a Marfà, en el terme municipal de Castellterçol, a la comarca del Moianès.
Està situat en el torrent del Gironès, a migdia de la masia del Gironès i a ponent de la Creueta del Gironès.